# Pinus pinaster
Il pino marittimo (Pinus pinaster Aiton, 1789) è un albero sempreverde della famiglia delle Pinaceae.

## Descrizione

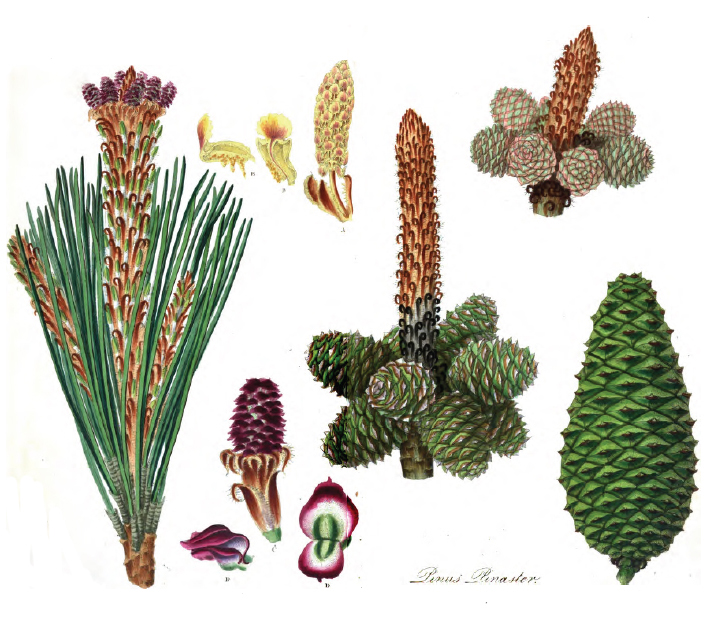

### Portamento
Può raggiungere i 30-40 m, ma di solito è più basso (circa 20 m). La chioma giovanile è conica, con i rami che salgono curvi verso l'alto. Nelle piante adulte diventa piramidale, con i rami inferiori spogli di aghi che rimangono attaccati al tronco. In seguito diventa vagamente ombrelliforme, ma più irregolare rispetto al pino domestico.

### Corteccia
La corteccia è chiara nei pini più giovani, diventa grigia in quelle adulte; è spessa e fessurata, rosea nelle screpolature.

### Foglie
Aghiformi, lunghe 12-25 cm da adulte, in gruppi di due (o, raramente, tre). Sono verdi chiare e talvolta tendenti al glauco, molto rigide e spesse circa 2 mm, con i margini leggermente dentellati e stomi su tutti i lati disposti in linea.

### Fiori
Meglio indicati come sporofilli, maturano in aprile-maggio.
- Macrosporofilli: costituiti da squame sterili e squame fertili, ciascuna con 2 ovuli,  e raccolti a spirale in coni di colore giallo violaceo; isolati o a due tre, sulla cima del rametto dell'anno (Dopo la fecondazione i coni femminili lignificheranno trasformandosi nelle pigne, o strobili, portanti i semi).
- Microsporofilli: sono squamiformi e riuniti in piccoli coni giallo dorati, a loro volta ammassati in grappoli. Dopo la dispersione del polline, si seccano, divenendo marroni, e cadono uno ad uno dalla pianta, al contrario dei coni femminili che maturano molto lentamente sui rami e vi restano anche per anni.

### Strobili
Sono grandi, di forma ovale-conica e simmetrica, lunghi da 7 a 20 cm e larghi da 4 a 6 cm. Sono molto più stretti e conici rispetto al pino domestico. Contengono dei piccoli semi scuri muniti di ala.

## Distribuzione e habitat

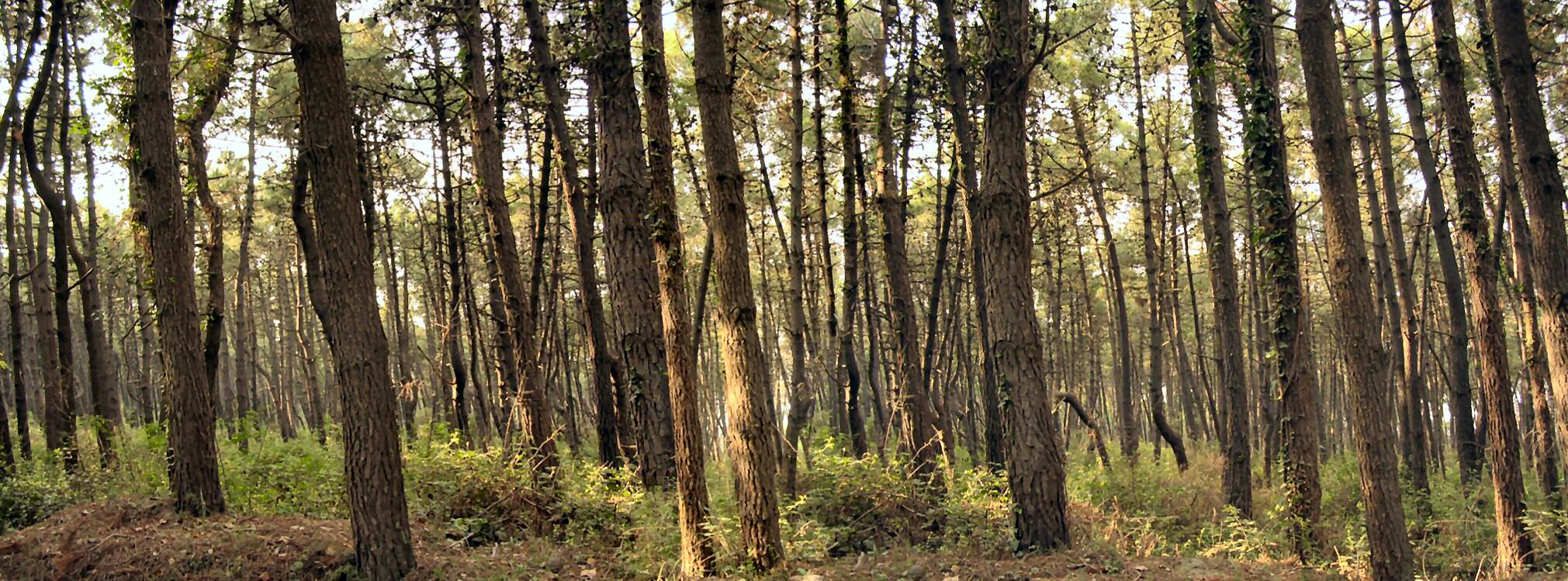
Bosco di pini marittimi

Forma boschi sulle coste sabbiose del Mediterraneo occidentale (mediterraneo-atlantico), con una concentrazione maggiore nella Penisola iberica compresa la costa portoghese e lungo la costa sudoccidentale della Francia dove, nel 1786, per fermare l’inesorabile avanzata delle dune del golfo di Guascogna che minacciava i paesi vicini (Landes de Gascogne) fu attuato con successo un intervento di piantumazione eccezionale di pini marittimi; è sensibile al gelo e vive bene dove la temperatura invernale non si discosta molto da 6 °C; si è comunque diffuso con impianti artificiali sulle dune costiere oltre il suo areale d'origine; può formare boschi misti con Pinus sylvestris, Quercus ilex o anche con Pinus nigra; ha minori esigenze di mitezza climatica e di suoli profondi e umidi rispetto a Pinus pinea.
Predilige terreni silicei anche con reazione acida. Tuttavia si adatta anche a terreni sub-alcalini o alcalini (rilievi dell'Appennino tosco-emiliano).
In Italia la specie è di dubbio indigenato ed è considerata quindi criptogenica; il suo areale comprende la fascia peninsulare fino alla Toscana e l'isola di Pantelleria; sebbene in molti ambienti appaia come spontaneo, è stato introdotto in molti luoghi dall'uomo in età storica. Si ritrova inoltre in Liguria e in Sardegna. Preferisce stazioni di collina o anche di bassa montagna rispetto alle pianure.
La pianta è stata inserita nell'elenco delle 100 tra le specie esotiche invasive più dannose al mondo.

## Resina e prodotti
Si tratta di una specie coltivata soprattutto per la produzione di resina vegetale; che si ricava con un'incisione di 10 × 3 cm sul tronco, dove viene posta una grondaia di lamiera in modo da far colare le resina in un recipiente; ogni tanto il taglio viene ripulito e allungato di qualche centimetro verso l'alto, fino a raggiungere anche 3 m di altezza; a questo punto si procede da un'altra parte del tronco, lasciando come minimo una striscia di corteccia intatta di oltre 5 cm; dalla resina del pino si può ottenere la trementina, la colofonia (per distillazione) e la pece nera.
Dalla distillazione del legno di qualità inferiore si ottiene il catrame vegetale.

## Tassonomia
Sono note tre sottospecie:
- Pinus pinaster pinaster, sottospecie nominale, diffusa lungo le coste dell'Oceano Atlantico.
- Pinus pinaster escarena (Risso) K. Richter, diffusa nel bacino del Mediterraneo.
- Pinus pinaster renoui (Villar) Maire, endemica delle montagne dell'Atlante.

## Galleria d'immagini

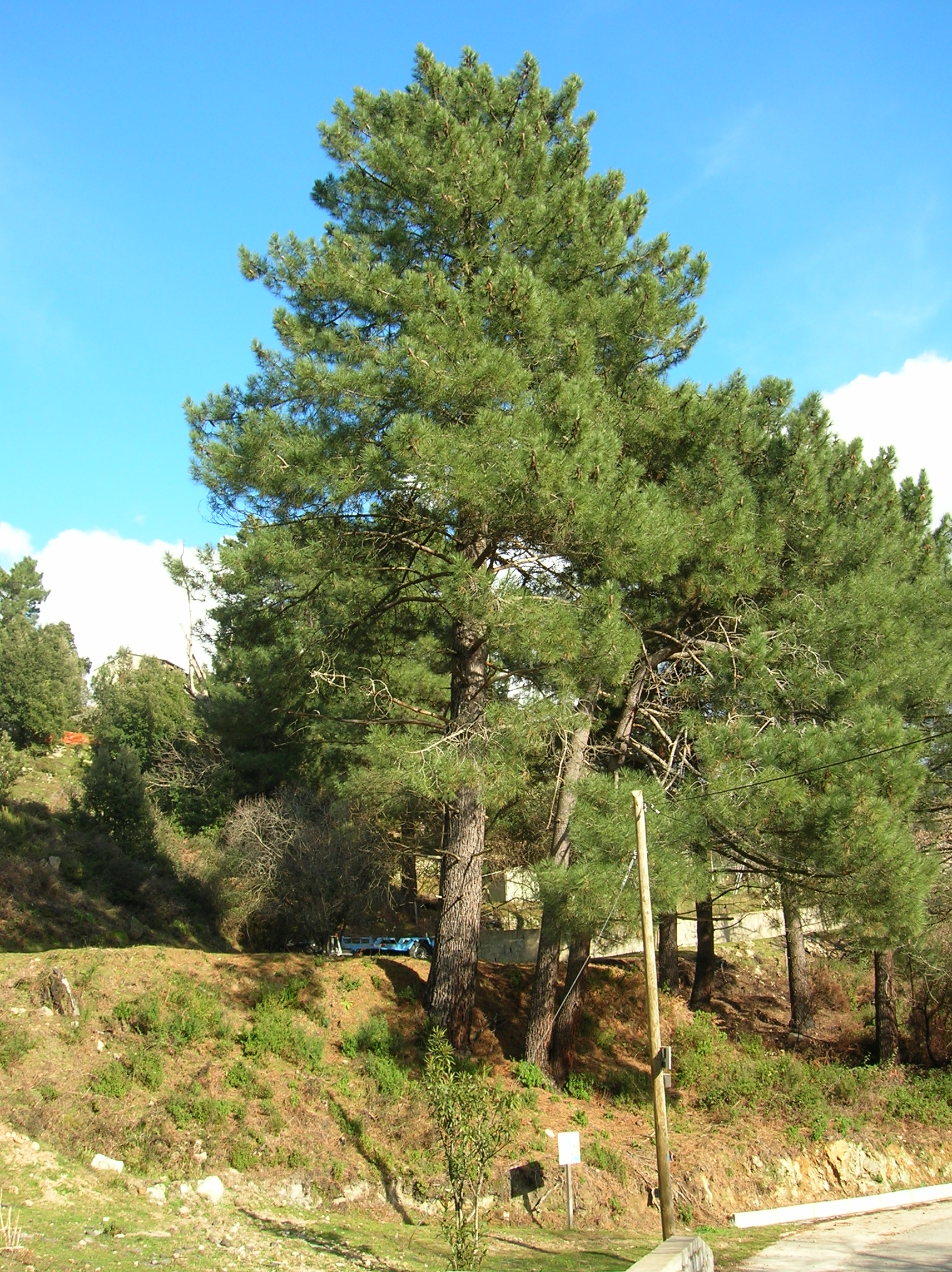
I pini marittimi
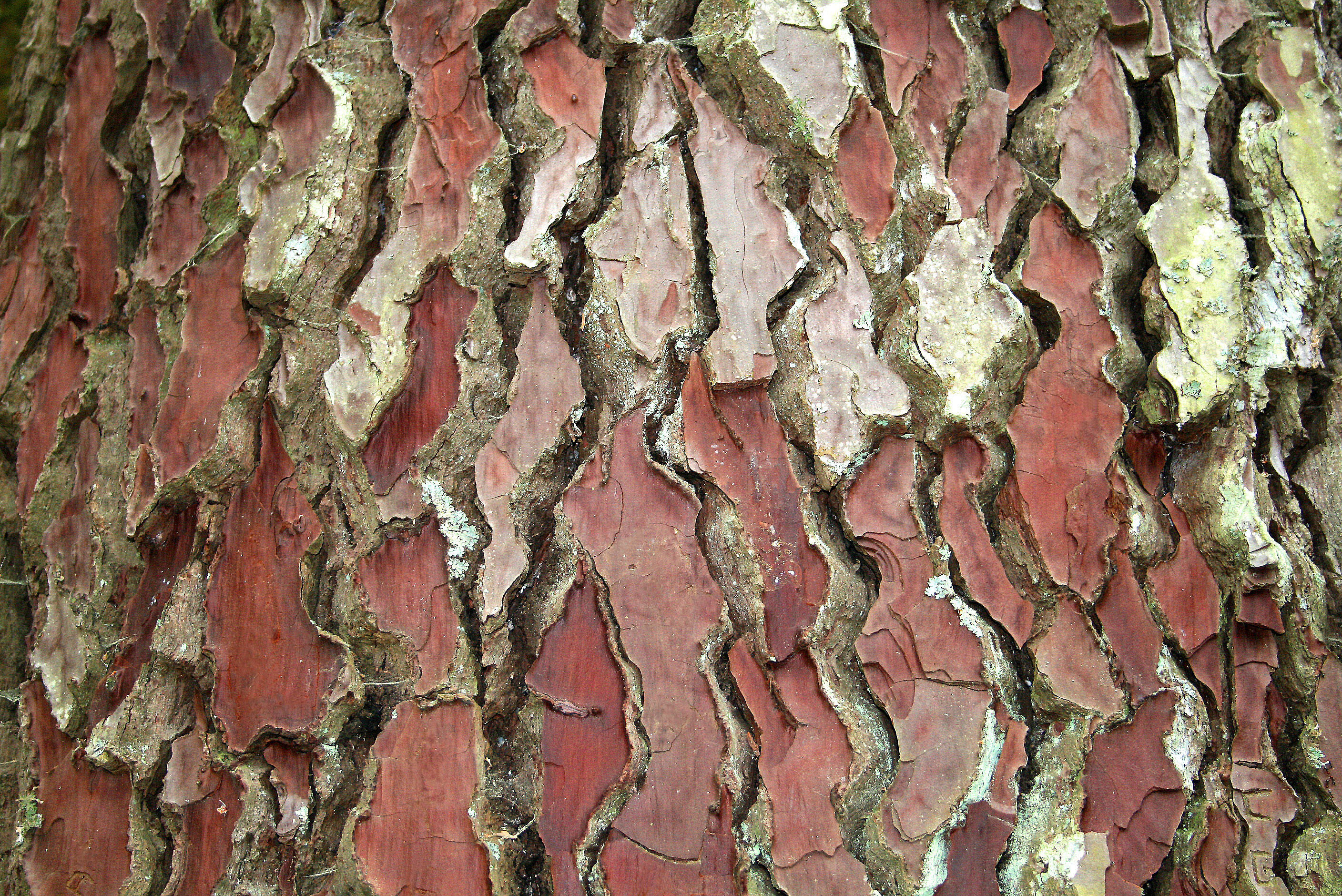
Corteccia
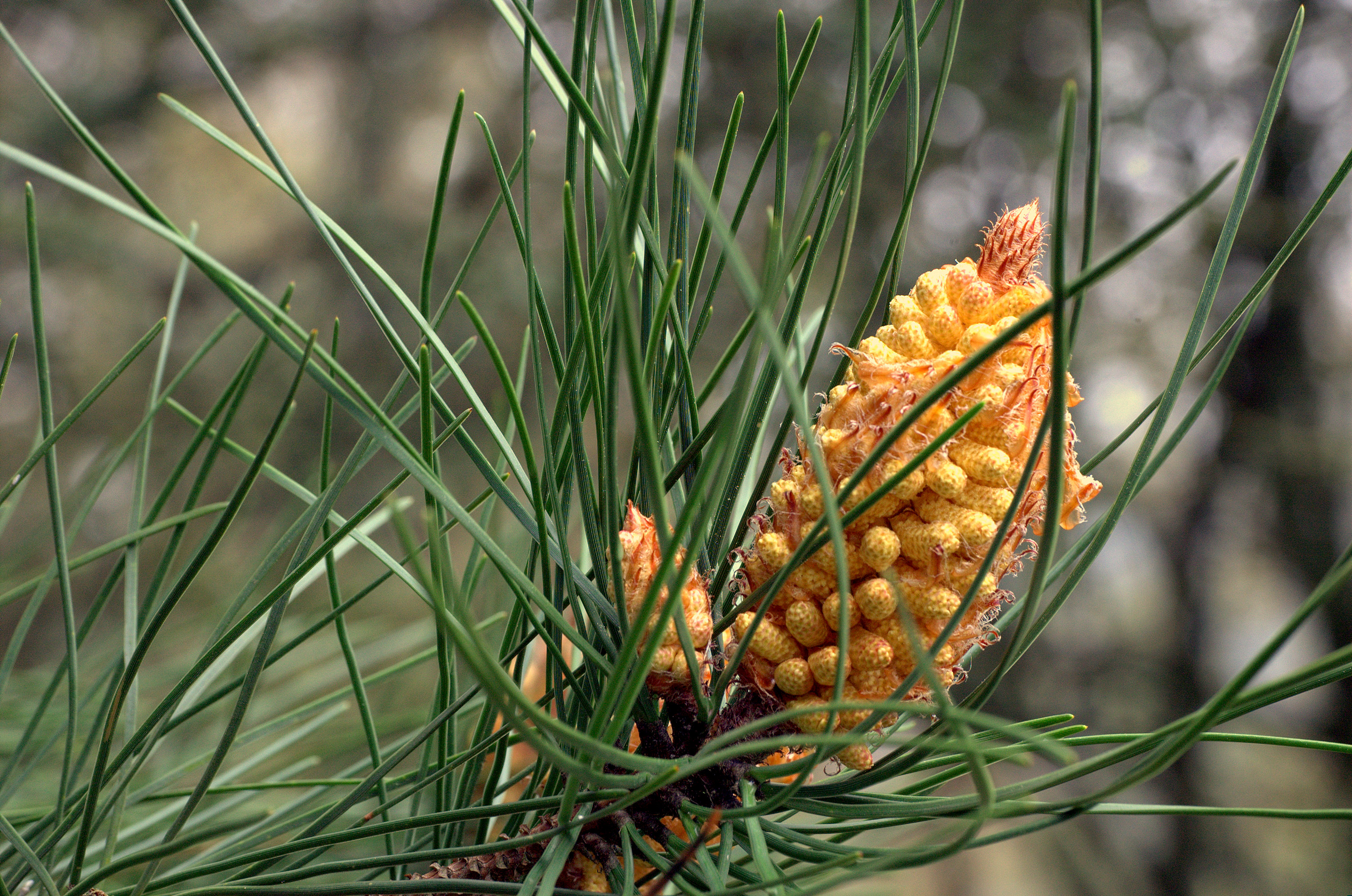
Microsporofilli
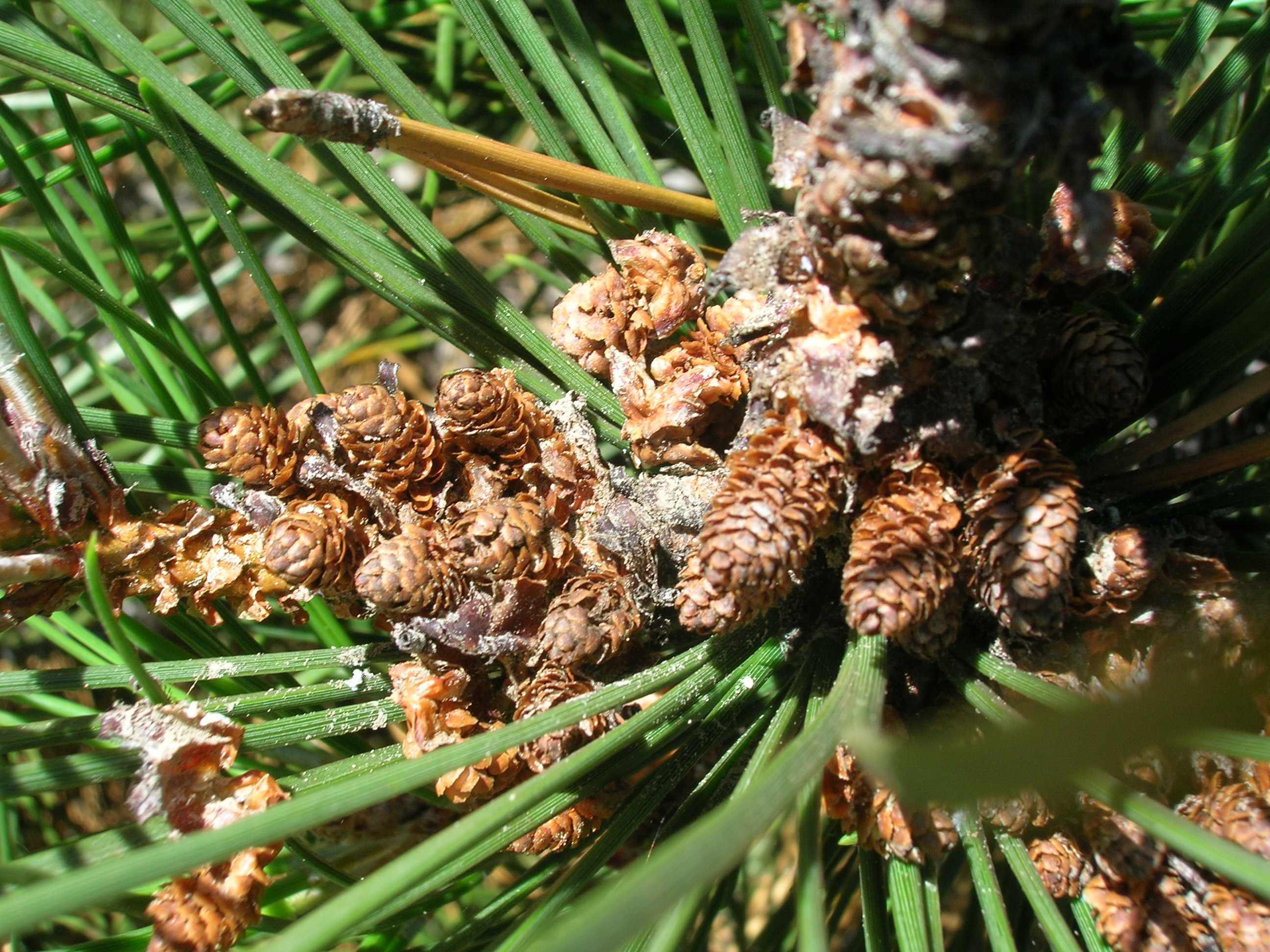
Microsporofilli in disfacimento, dopo il rilascio del polline
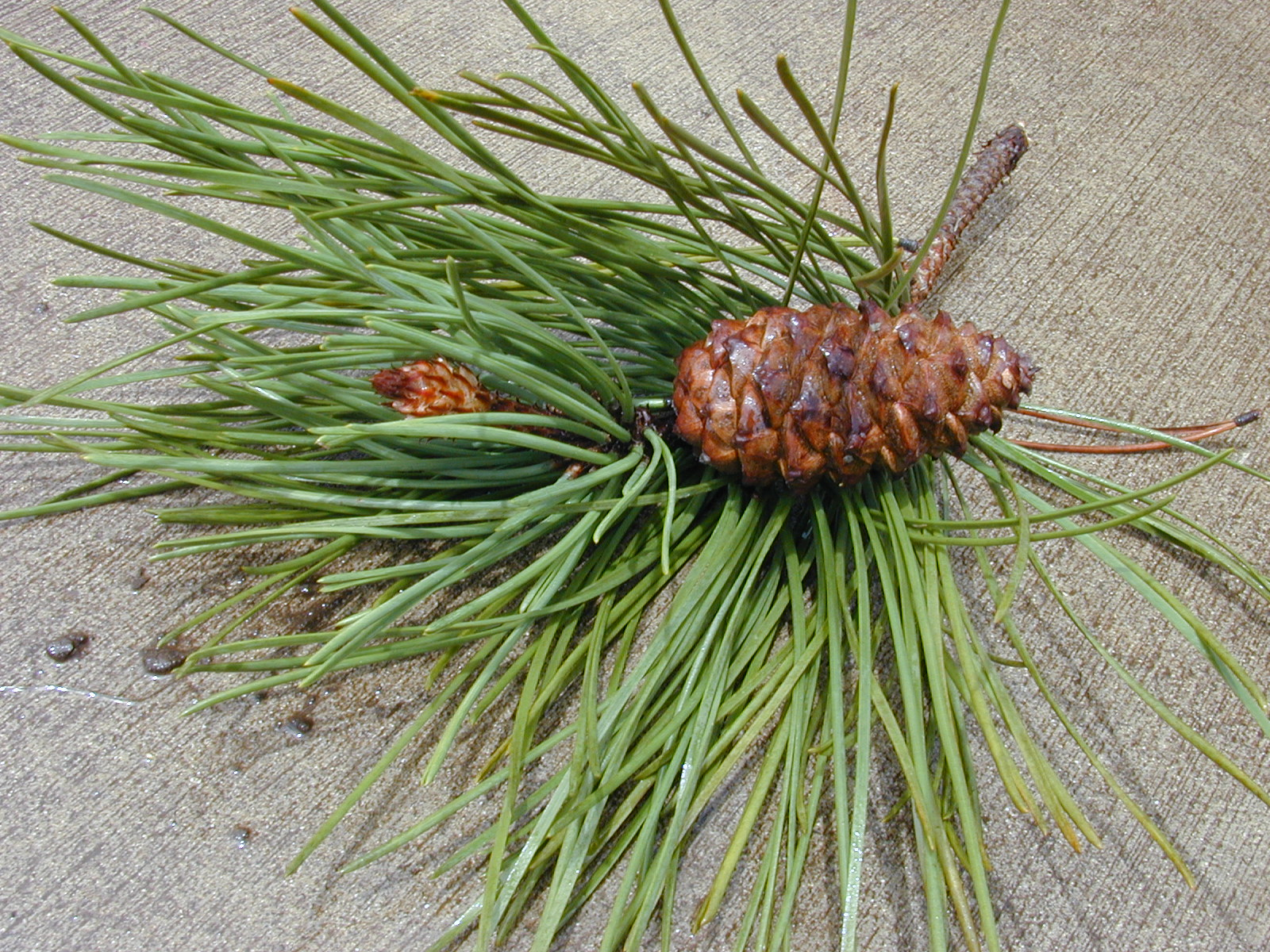
Giovane strobilo e foglie
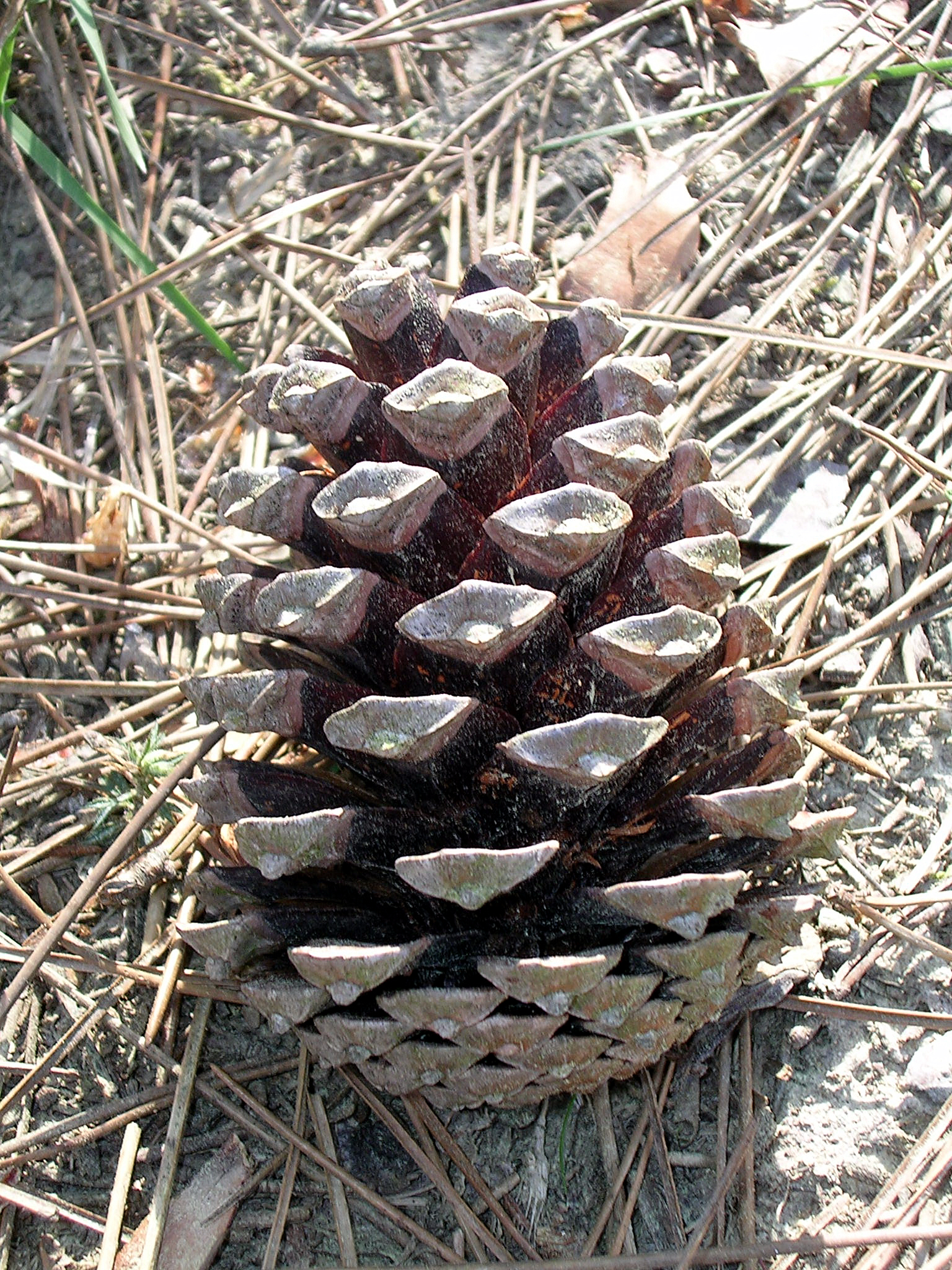
Pigna
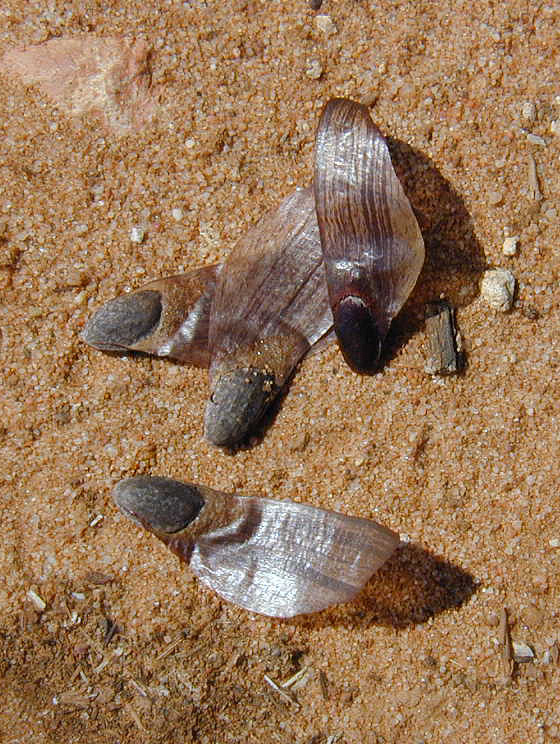
Semi